# شيلي هيرش
شيلي هيرش (بالإنجليزية: Shelley Hirsch)‏ هي مغنية وملحنة وممثلة أمريكية، ولدت في 9 يونيو 1952 في بروكلين في الولايات المتحدة.

## وصلات خارجية
- شيلي هيرش على موقع IMDb (الإنجليزية)
- شيلي هيرش على موقع ميوزك برينز (الإنجليزية)
- شيلي هيرش على موقع ديسكوغز (الإنجليزية)